# Siège de Mazagran (1840)
Conquête de l'Algérie par la France
Le siège de Mazagran a lieu du 3 au 6 février 1840 à Mazagran, village de la région de Mostaganem, au cours de la conquête de l'Algérie par la France.
Il oppose cent vingt-et-un sous-officiers et soldats du 1er bataillon d'infanterie légère d'Afrique et deux sapeurs du 1er régiment du génie, sous les ordres de deux officiers commandés par le capitaine Lelièvre, à quelques milliers de combattants algériens, conduits par un lieutenant (khalifat) de l'émir Abd el-Kader, Mustapha bentami (également cousin et beau-frère de l'émir, il était marié à sa sœur Khédidja) qui ne réussit pas à prendre la redoute établie par les Français.
Le fait d'armes de Mazagran, popularisé par la presse française, peut-être exagérément présenté en France, donne rapidement lieu à une souscription pour un monument commémoratif : une colonne corinthienne surmontée d'une statue de la France, placée dans la partie est de l'ancienne redoute.

## Contexte
En octobre 1839, l'expédition des Portes de Fer est organisée par le gouverneur général Valée et le duc d'Orléans : elle vise à relier par voie terrestre Alger et Constantine (prise en 1837) et à conforter l'emprise française sur le nord de l'Algérie. Considérée par l'émir Abd el-Kader comme une violation du traité de la Tafna qu'il avait signé en mai 1837 avec le général Bugeaud, cette expédition aboutit à la reprise de la guerre en novembre, avec notamment l'attaque de la plaine de la Mitidja (20 novembre).
L'armée française est alors placée dans une position défensive, en attendant des renforts pour reprendre l'initiative.

## Déroulement
Bentami, lieutenant d'Abdel Kader, à la tête de plusieurs milliers de cavaliers prend la route de Mostaganem. Ils sont une première fois stoppés le 15 décembre devant le village de Mazagran, situé à 4 km de là, par le feu nourri d'un bataillon français qui y stationne, ressort de la division d'Oran, commandée par le général Guéhéneuc.
Les Français se replient ensuite dans un fortin dont le siège commence. Mais Ben Tami sait que celui-ci dispose d'une source d'eau ; il décide donc de lancer l'assaut le 2 février 1840. Les Français repoussent plusieurs attaques. Les faibles pertes dans leurs rangs (un tué et quelques blessés), laissent penser que les assauts n'ont pas été virulents. Ben Tami lèvera le siège sans plus insister.

## Descriptions d'époque

### Version du général Guéhéneuc
« La province d'Oran devint presque en même temps que celle d'Alger le théâtre de la guerre sainte. Au commencement du mois de février les beys de Mascara et de Tlemcen vinrent, à la tête de douze mille hommes, attaquer le réduit fortifié de Mazagran, défendu seulement par cent vingt-trois hommes du premier bataillon d'Afrique, sous les ordres du capitaine Lelièvre. Voici l'ordre du jour adressé par le général Guéhéneuc aux troupes de la division d'Oran :

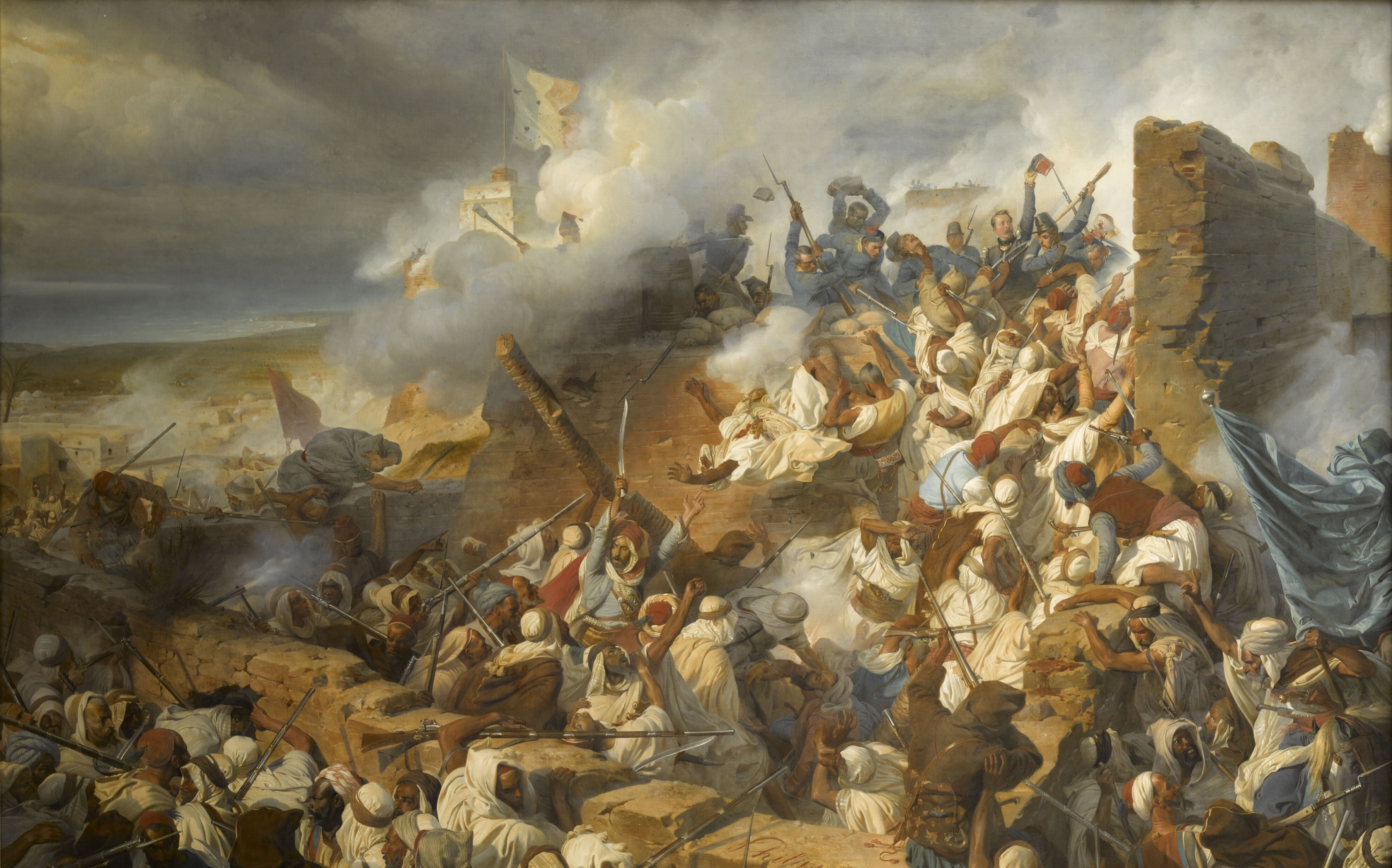
Henri Félix Emmanuel Philippoteaux, Épisode de la conquête de l'Algérie en 1840

«  L'attaque a duré cinq jours : la force totale de l'ennemi est estimée à douze mille hommes, d'après les calculs les plus modérés ; il avait avec lui deux pièces d'artillerie.

«  Le 3 février, entre dix et onze heures du matin, une colonne de huit cents hommes est venue attaquer le réduit de Mazagran... La ville, n'étant point occupée, fut envahie en un instant par l'ennemi : une vive fusillade s'engagea de part et d'autre ; l'artillerie ennemie ouvrit son feu : la nuit mit fin au combat.

«  Le 4 l'ennemi, plus nombreux que la veille, renouvela l'attaque, qui commença à six heures du matin et dura jusqu'à six heures du soir, et fut encore repoussé avec perte.

«  Le 5, nouvelle attaque, qui eut le même sort que les précédentes. 

«  L'artillerie des Arabes ayant fait brèche dans les murs de Mazagran, la garnison profita de la nuit pour réparer les murailles, panser les blessés et se préparer à de nouveaux combats. Enfin le 6 l'ennemi fit une tentative désespérée pour se rendre maître de ce poste : une colonne de deux mille fantassins donna l'assaut ; l'ennemi parvint jusque sur la muraille ; mais, grâce à l'intrépide opiniâtreté de la garnison, il fut repoussé, tantôt à coups de baïonnettes, tantôt avec des grenades, et même à coups de pierres. Ce fut son dernier effort : entièrement découragé, il se retira, abandonnant l'attaque et ses positions. »

— M. Philipoteaux, Galeries historiques du palais de Versailles, Imprimerie de Fain et Thunot, Paris, 1842

### Version d'Edmond Pellissier de Reynaud
Pellissier de Reynaud, officier d'État-major, responsable des Affaires arabes jusqu'à sa démission de l'armée en 1839 à la suite de son limogeage, est l'auteur d'un ouvrage sur l'histoire de cette période, les Annales algériennes :

« ...dans les premiers jours de février 1840, Mustapha ben-Tami, khalifa de Mascara, à la tête de 1500 à 2000 hommes, dont un quart environ d'infanterie, vint attaquer avec quelque vigueur un poste fermé situé sur les ruines de Mazagran et défendu par 123 hommes du 1er bataillon d'infanterie légère d'Afrique, commandés par le capitaine Lelièvre. L'ennemi espérait forcer cette faible garnison à se rendre par le manque d'eau, ignorant qu'il existait un puits dans l'enceinte du poste. Du 2 au 6 février, Ben-Tami ne fit que tirailler ; il avait une mauvaise pièce de canon qui ne put tirer qu'un seul coup. Le 6 au matin, il manifesta quelques velléités d'assaut ; mais bientôt découragé par l'inutilité de ses efforts, il abandonna la partie et se retira complètement, non sans avoir éprouvé des pertes assez considérables. Le même jour, la garnison de Mostaganem, commandée par le lieutenant-colonel Dubarail, avait tenté dans la matinée une diversion qui ne laissa pas d'inquiéter Mustapha ben-Tami, bien que cet officier eüt été obligé de se retirer devant la cavalerie arabe, dont les forces lui étaient extrêmement supérieures. La même chose lui était arrivée le 3. La garnison de Mazagran n'eut qu'un homme tué dans les quatre jours de combat qu'elle eut à soutenir ; cette circonstance, rapprochée du prodigieux retentissement qu'eut dans le temps la défense de ce poste, suffirait, sans autres détails, pour démontrer qu'il y eut beaucoup d'exagération dans la manière dont on présenta cette action de guerre, qui, néanmoins, est loin d'être sans gloire pour le 1er bataillon d'infanterie légère d'Afrique. Seulement, la vérité historique nous oblige de dire que le Gouvernement et le public firent en plus pour les défenseurs de Mazagran ce qu'ils avaient fait en moins, en 1838, pour ceux de Djemilah, dont on s'occupa à peine. »

— Edmond Pellissier de Reynaud, Annales algériennes, édition de 1854, Alger, tome 2, pp. 428-429

### Version d'un parent d'Abd-el-Kader
Il s'agit du cavalier El-Hossin-ben-Ali-ben-Abi-Taleb, cousin germain et beau-frère de l'émir :

« De cet endroit (Tagdemt), j'allais rejoindre El hadj Moçtafa, K'ralifa de Mascara. Les contingents arabes et les soldats étaient campés près d'Oran. Avec eux nous nous dirigeâmes sur Mazer'eran (Mazagran). La ville (?) fut entourée de toutes parts. Les soldats se précipitèrent aux murailles. Nous pointâmes une pièce de canon qui abattit la hampe à laquelle ils arboraient le drapeau. Certain jour, un homme du nom de Sid Mohamed ben Mezrona', bach-kateb (trésorier) des soldats, répandit le bruit parmi ceux-ci que le sultan avait écrit de retourner ; les soldats partirent. C'était un mensonge. J'eus un cheval tué à ce siège. De retour auprès du sultan qui était revenu à Tak'edemt (Tagdemt), je lui rendis compte de ce qui était arrivé ; il destitua le bach-kateb. »

— El-Hossin-ben-Ali-ben-Abi-Taleb, Histoire d'el hadj Abd-el-Kader

## Conséquences
Cette « bataille »  a été importante en France, conduisant plusieurs communes à baptiser une voie publique rue de Mazagran en mémoire de ce fait d'armes. Plusieurs soldats, de retour en France, vont donner également ce nom à différents lieux-dits.
Malesherbes, commune natale du capitaine Lelièvre dans le Loiret, édifie une colonne commémorative en 1842 (démolie en 1878) puis renomme la place des Écoles du nom de la bataille.
La 22e promotion de Saint-Cyr (1839-1841) est baptisée « Promotion de Mazagran ».
Le roi Louis-Philippe commande au peintre Henri Félix Emmanuel Philippoteaux, un tableau célébrant cette victoire, Défense de Mazagran, destiné au musée de l'Histoire de France qu'il vient de créer au château de Versailles.
Plus tard, l'importance de ce fait d'armes sera remise en cause sans apporter d'éléments de faits écrits et sérieux . Les attaquants arabes auraient été moins nombreux que ce qui avait été dit et les défenseurs français n'auraient en fait subi qu'un assaut limité, souffrant des pertes réduites : les célébrations menées en France n'étaient donc pas exagérées.

## L'origine d'un objet: lemazagran
« Les cent vingt trois Français qui, sous le commandement du capitaine Lelièvre, défendirent Mazagran contre douze mille Arabes, étaient abondamment pourvus d'eau par un excellent puits qui se trouvait dans le retrait du fort ; mais l'eau-de-vie vint à manquer, et nos braves prenaient du café noir un peu sucré et fortement étendu d'eau. Or, une fois délivrés, nos soldats aimaient à prendre le café « comme à Mazagran », et cette expression, bientôt réduite à « Mazagran » tout court, se répandit parmi les militaires, et les civils l'adoptèrent. »

— Eugène Muller, Curiosités historiques et littéraires, Delagrave, 1897